# Oeschgen
Oeschgen is een gemeente en plaats in het Zwitserse kanton Aargau en maakt deel uit van het district Laufenburg.
Oeschgen telt 910 inwoners.